# Nesasio
Nesasio is een geslacht van vogels uit de familie uilen (Strigidae). Het geslacht telde één soort. Uit verwantschaponderzoek bleek dat deze soort tot het geslacht Asio kan worden gerekend. Vandaar:
- Asio solomonensis synoniem: Nesasio solomonensis - salomonsoehoe